# Megophrys zhangi
Megophrys zhangi е вид земноводно от семейство Megophryidae.

## Разпространение
Видът е разпространен в Китай.